# 努埃耶
努埃耶（法語：Noueilles，法語發音：[nwɛj]）是法国上加龙省的一个市镇，属于图卢兹区。

## 地理
努埃耶（43°24'56"N, 1°31'17"E）面积5.51 平方千米，位于法国奧克西塔尼大區上加龙省，该省份为法国西南部内陆省份，西南端与西班牙接壤，自此顺时针与上比利牛斯省、热尔省、塔恩-加龙省、塔恩省、奥德省和阿列日省接壤。
与努埃耶接壤的市镇（或旧市镇、城区）包括：普兹、欧拉涅、伊叙、圣莱昂。

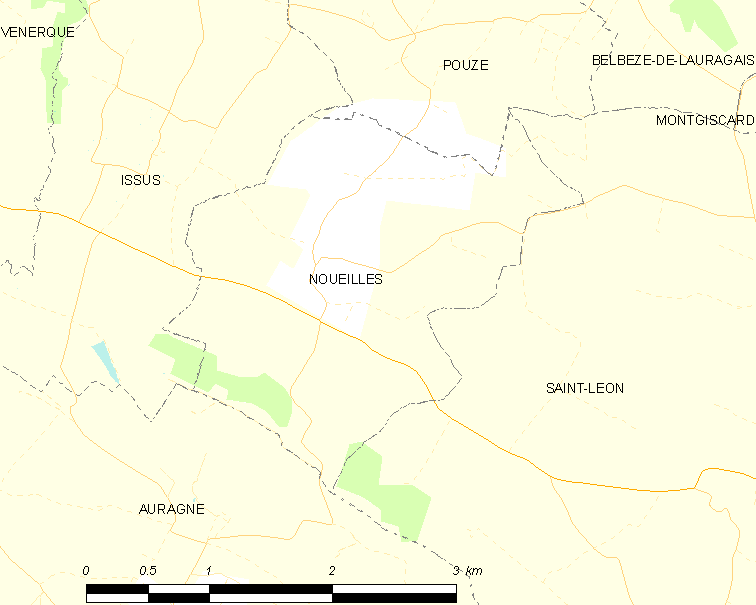
努埃耶的OSM定位图

努埃耶的时区为UTC+01:00、UTC+02:00（夏令时）。

## 行政
努埃耶的邮政编码为31450，INSEE市镇编码为31401。

## 政治
努埃耶所属的省级选区为埃斯卡尔康斯县。

## 人口

1962-2008年间努埃耶人口变化图示

努埃耶于2022年1月1日时的人口数量为389人。